# 巴基斯坦铁道部
巴基斯坦铁道部（缩写：MoR）是巴基斯坦政府负责规划、管理和监督巴基斯坦铁路发展的内阁部门。
巴基斯坦铁道部的前身是巴基斯坦交通部铁路司，於1974年5月升格为联邦政府内阁部门。该部总部位于伊斯兰堡巴基斯坦政府总部D区。巴基斯坦铁道部下设铁路委员会，该委员会是巴基斯坦铁道部与铁路系统技术事务的最高管理机构。包括巴基斯坦铁路委员会主席在内的铁路系统最高级别官员均由政府任命。巴基斯坦铁路委员会组成人员向铁道部国务秘书兼铁路委员会主席汇报工作。

## 沿革

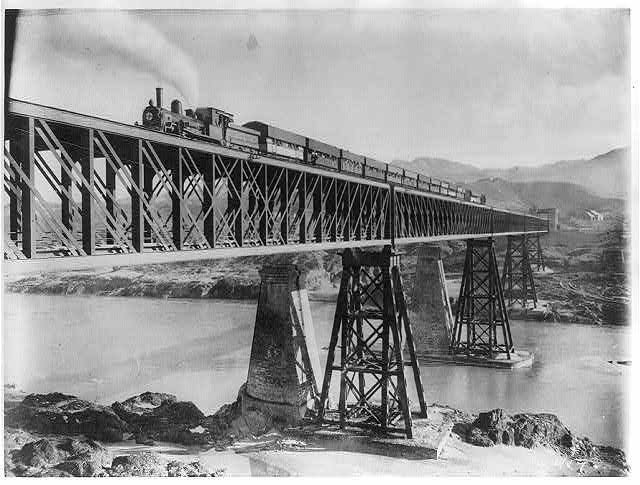
1895年，在阿托克大桥上疾驰的蒸汽机车。

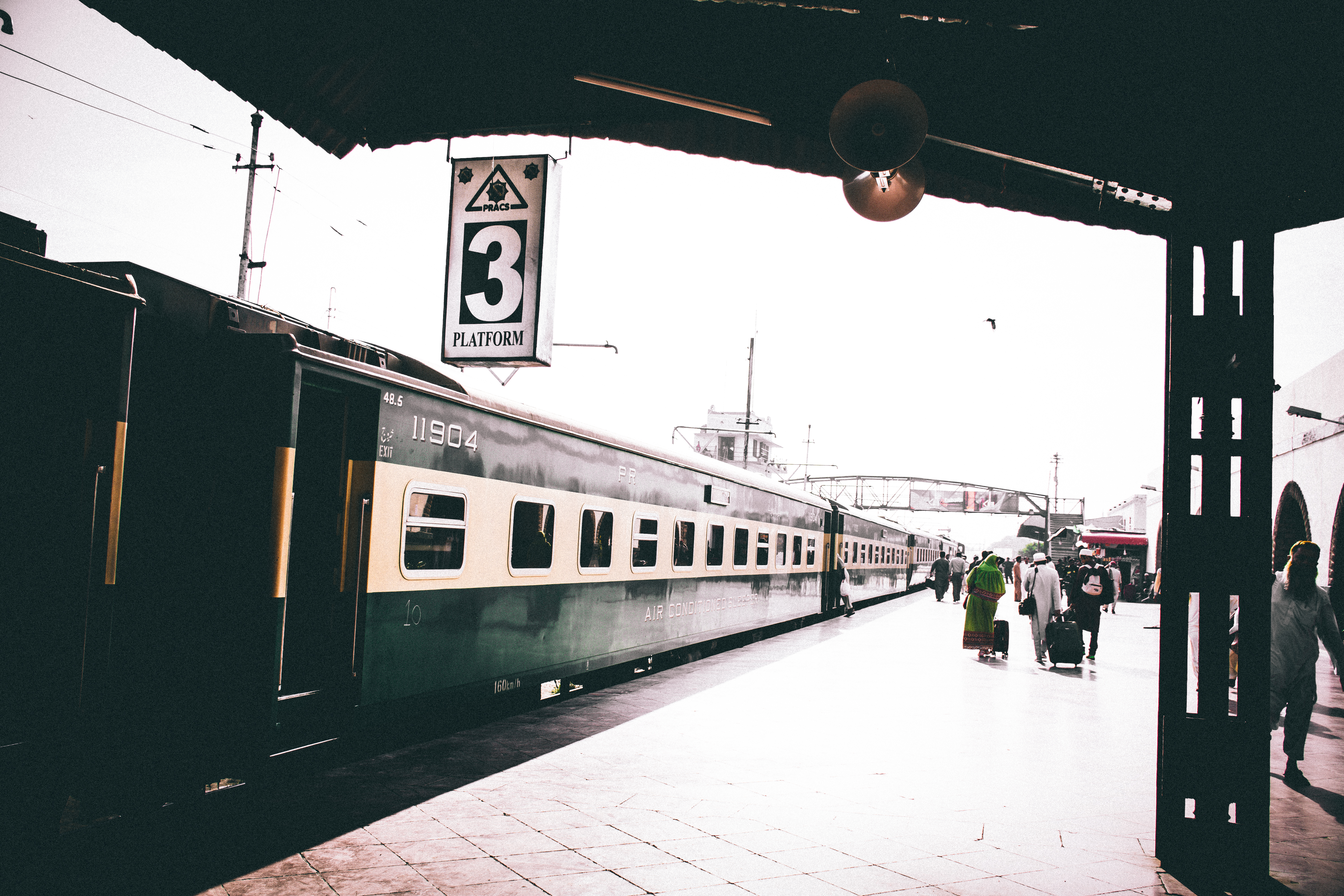
2016年，在拉瓦尔品第站停靠的巴基斯坦铁路列车。

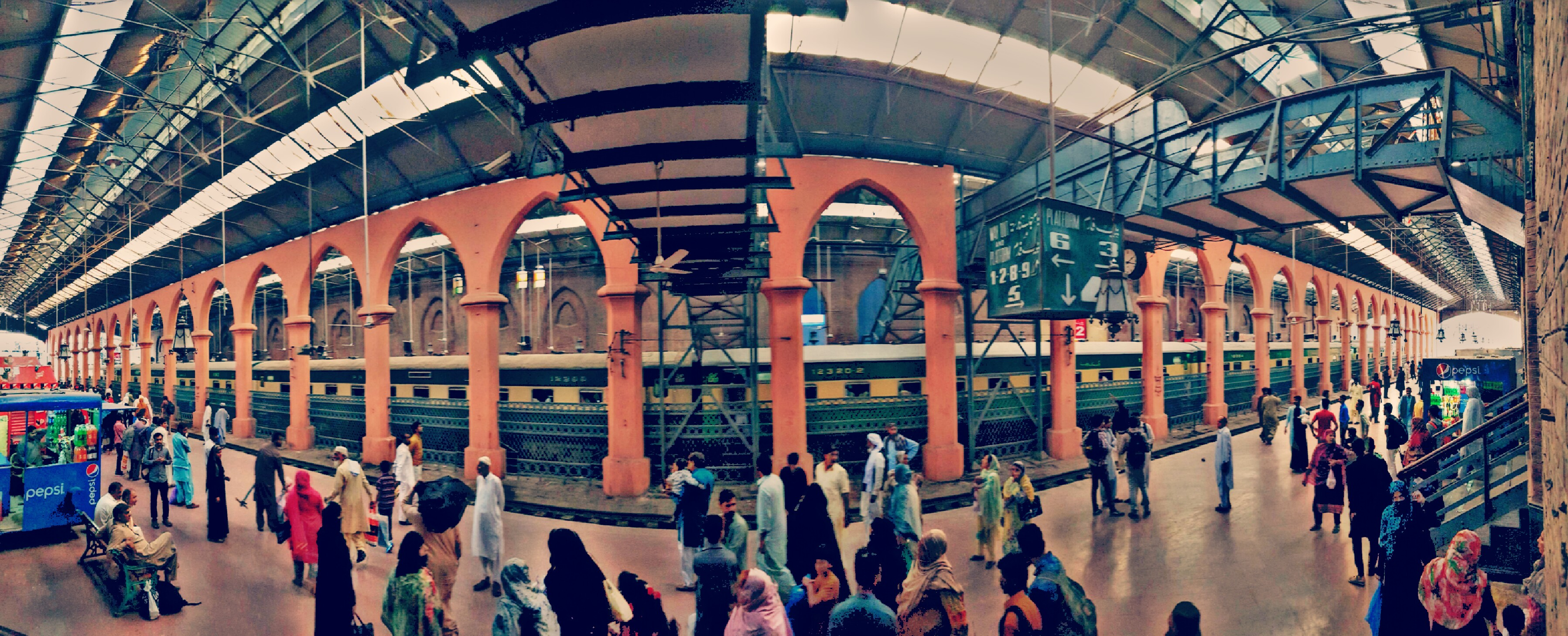
拉合尔枢纽站站台。

### 英属时期
1858年，多家铁路公司开始在今巴基斯坦地区铺设和运营铁路。巴基斯坦铁路网最初是由各小型私营铁路公司运营的地方铁路连接拼凑而成的，其中包括信德铁路、旁遮普铁路、德里铁路和印度河蒸汽船队（Indus Steam Flotilla）。1870年，这四家公司合并为信德、旁遮普和德里铁路公司。其后，巴基斯坦地区又修建了印度河流域国家铁路、北旁遮普国家铁路、信德－萨加尔铁路、信德－皮辛国家铁路、俾路支横贯铁路和坎大哈国家铁路等多条铁路线。1880年，这六家公司与信德、旁遮普和德里铁路公司合并，组成西北国家铁路公司，并延续至1947年。

### 独立初期
1947年，印巴分治，巴基斯坦伊斯兰共和国自英国独立，位于巴基斯坦本土和东巴基斯坦的西北国家铁路和阿萨姆孟加拉邦铁路由巴基斯坦继承，分别更名为西巴基斯坦铁路公司和东巴基斯坦铁路公司:97:60，西巴基斯坦铁路、东巴基斯坦铁路分别保留原有的分部管理体制、事业部管理体制:2。巴基斯坦政府将这两条铁路交由巴基斯坦交通部进行统一管理:1。交通部设交通部铁路司，该司由铁路总干事（DG Railways）领导，铁路总干事对铁路运营进行全面监督管理:1。
1959年，巴基斯坦議會通过《1959年铁路委员会条例》，要求建立一个半自治的铁路委员会。铁路委员会由交通部铁路司铁路总干事、财政事务委员与工程事务委员组成，并由一些业务、财务和工程领域专家担任顾问。铁路委员会为东西两家铁路公司都任命了总经理。总经理负责采购、人员和运价等铁路日常运营工作:1-2。根据《1890年铁路法（九）》规定的中央政府主要职权，铁路委员会成立后，巴基斯坦政府仍有权继续管理铁路事务。铁路委员会对铁路运营进行了全面监督，就一般政策事项向政府提出诉求，但不针对实际转移财产或改变铁路财务关系的问题向巴政府提供建议:1。
独立后不久，巴基斯坦政府废除了英属印度立法议会于1924年9月20日通过的《分离协议》，将铁路财政预决算重新并入国家财政总预决算:3.1。但随后，在为巴基斯坦第二个五年计划（1960－1965年）做准备时，人们仍然感到有必要将铁路财政与一般财政分开管理:3.9。
1962年6月9日，在第三届国民议会第一届会议之后，巴基斯坦总统阿尤布·汗签发第33号总统令，要求将西巴基斯坦铁路公司、东巴基斯坦铁路公司移交省级政府，并决定自1961－62财年起将铁路财政从中央财政中分离单列，同时废除《1959年铁路委员会条例》:3.1。1962年7月1日，总统令生效，原铁路委员会拆分为由省级政府管理的西部铁路委员会、东部铁路委员会，新的两个铁路委员会较以往拥有更大的自主权:3.9。同时，巴基斯坦政府设立了中央铁路司（Central Railway Division），负责铁路国际合作、进出口、铁路发展计划统筹协调、铁路国防运输等事务。

### 铁道部时期
1971年，第三次印巴战争结束后，东巴基斯坦铁路随东巴基斯坦独立而转由孟加拉国继承。1974年，巴基斯坦总统以西巴基斯坦铁路系统为基础创建巴基斯坦铁道部，负责铁路的规划、决策、技术咨询服务和管理:154。1974年5月，西巴基斯坦铁路公司更名为巴基斯坦铁路公司。1982年，根据总统令，巴基斯坦铁道部与铁路委员会合并，成立了迄今的联邦铁道部:154。此后，该部一直负责管理巴基斯坦农村、岛屿和城市地区的各种铁路枢纽和车站。

## 机构

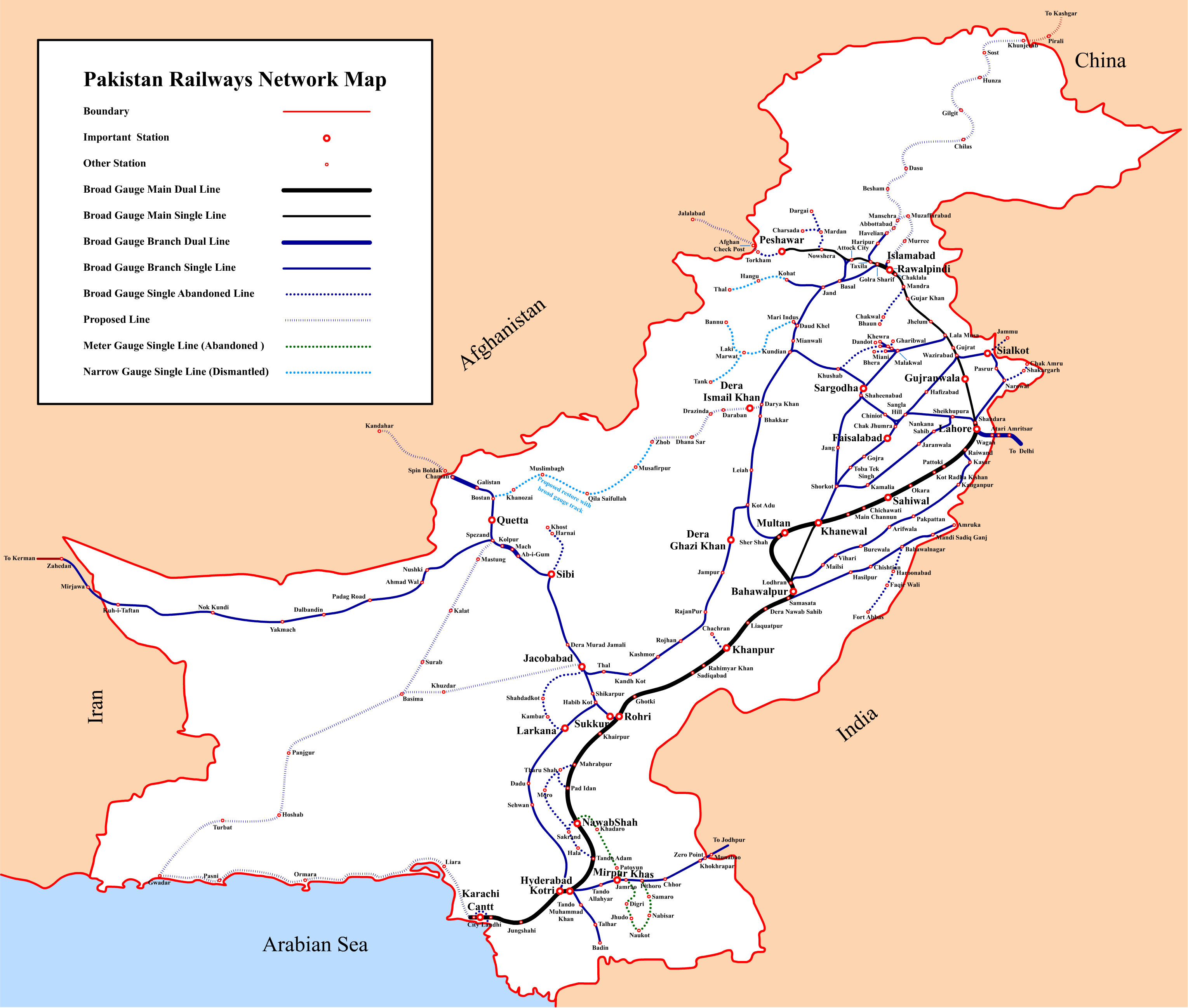
巴基斯坦铁路网示意图。

巴基斯坦铁道部管理下列企业：
- 巴基斯坦机车厂（英语：Pakistan Locomotive Factory）[10][11]
- 伊斯兰堡客车厂[12]
- 铁路房地产开发营销公司[13][14]
- 巴基斯坦铁路咨询服务有限公司（英语：Pakistan Railway Advisory & Consultancy Services Limited）[15][16]
- 巴基斯坦铁路建设有限公司（英语：Railway Constructions Pakistan Limited）[17][18]